# Orange Crush
Orange Crush è un brano della band statunitense R.E.M. La canzone è il primo singolo estratto dal sesto album della band Green (1989).
Il disco singolo non venne commercializzato negli Stati Uniti, nonostante il singolo promozionale raggiunse la posizione #1 sia della classifica Mainstream Rock Tracks che della Modern Rock Tracks. Soprattutto in quest'ultima, il singolo rimase in vetta per 8 settimane successive, battendo il record precedente degli U2. Fu invece distribuito con qualche mese di ritardo nel Regno Unito, dove divenne il più grande successo del gruppo fino a quel momento, superato appena due anni dopo da Losing My Religion.

## Tracce
UK 3" cd W2960CD
1. "Orange Crush" (Bill Berry, Peter Buck, Mike Mills, Michael Stipe) - 3:50
2. "Ghost Riders" (Suicide cover, written by Martin Reverby, Alan Vega) - 3:45
3. "Dark Globe" (Syd Barrett) - 1:52